# Maximilien Ryllo
Compléments
Ryllo, bon connaisseur du monde arabe, y fut chargé de plusieurs missions délicates
Maximilien Ryllo (en polonais Maksymilian Ryllo), né le 31 décembre 1802 à Grodno (Biélorussie actuelle) et décédé le 17 juin 1848 à Khartoum (Soudan), est un prêtre jésuite polonais, prédicateur et missionnaire dans le monde arabe, en Syrie et à Malte, puis au Soudan, dont il est le premier pro-vicaire apostolique.

## Biographie
Né à Grodno le 31 décembre 1802 Maximilien est élève des jésuites de Russie, au collège de Polotsk. Il étudie ensuite la médecine à l’université de Vilnius, en Lituanie (1819). Lorsque les jésuites sont expulsés de Russie, lui-même quitte secrètement l’empire russe et se rend à Rome où il demande son admission dans la Compagnie de Jésus. Entré au noviciat Saint-André du Quirinal le 9 septembre 1820, il étudie ensuite la philosophie (1824-1826) et la théologie (1830-1834) au Collège Romain, récemment confié à nouveau par le Saint-Siège aux jésuites. Ryllo est ordonné prêtre à Rome le 29 décembre 1833.
En 1836, Ryllo est envoyé en Haute-Mésopotamie (l’Irak actuel) pour y seconder le père Paolo-Maria Riccadonna, supérieur de la Mission de la Syrie. Il est chargé de faire une enquête apostolique sur l’Église catholique chaldéenne. Il est question d’ouvrir un collège central en Asie pour les étudiants venant de pays sous influence musulmane, c'est-à-dire l’Empire ottoman, l’Égypte et même certaines régions de l’Inde. Beyrouth est choisi comme lieu de fondation. Après un bref séjour à Rome – il y fait sa profession religieuse définitive le 2 février 1838 – Ryllo arrive à Beyrouth comme supérieur de la Mission de Syrie, pour y fonder le collège jésuite (1839).
Les travaux prennent du retard en raison de la révolte libanaise contre le pouvoir égyptien qui, amorcée en 1831, s’éternise malgré le soutien de la France. Responsable de la délégation apostolique en Syrie, Ryllo s’efforce d’aider les victimes du conflit, mais il lui est impossible de maintenir une neutralité officielle, difficile mais requise. Le supérieur général Jean-Philippe Roothaan, estime nécessaire de le rappeler et de suspendre provisoirement le projet du collège (octobre 1841). 
Envoyé à Malte pour y établir une présence stable des jésuites Ryllo s’engage dans la prédication mais après trois mois doit interrompre ce ministère sur ordre de l’archevêque de Malte.  Il se consacre alors au ministère du sacrement de pénitence, donne des retraites spirituelles et recrute des volontaires qui, espère-t-il, pourront être religieux missionnaires dans les pays du Levant ou en Afrique intérieure. Il passe quelque temps en Sicile, ou sa prédication est appréciée. En août 1843 il est de retour à Rome où il est nommé recteur du Collège urbain’ de la 'Propaganda Fide' (juillet 1844-octobre 1846).
A la suggestion de Don Annetto Casolani chanoine de Malte Grégoire XVI crée le 3 avril 1846 un vicariat apostolique couvrant l’Afrique centrale (Soudan, Abyssinie, Sahara) Casolani, consacré évêque en est le vicaire. Ryllo accepte de l’accompagner et le seconder. Cependant Casolani, après quelques incidents désagréables, renonce à être vicaire et souhaite exercer son apostolat comme simple missionnaire, sans responsabilité de gouvernance.
Aussi, à son arrivée a Alexandrie (18 avril 1847) Ryllo est nommé pro-vicaire apostolique du nouveau vicariat, en place de Casolani: quatre compagnons de mission l’accompagnent y compris le même Casolani. Ils se dirigent vers le sud et passent par Le Caire en juillet 1847. En octobre le voyage se poursuit sur le Nil et à dos de chameau à travers le désert, dans des conditions très pénibles. Ryllo arrive, épuisé et malade, à Khartoum le 11 février 1848: il est aux portes de la mort.  Bien qu’installé dans la plus grande pauvreté sa santé semble s’améliorer. Il fait quelques voyages de reconnaissances dans l’intérieur du pays et fonde une école pour enfants rachetés sur le marché d'esclaves. Mais bientôt il fait une grave rechute et meurt, à Khartoum, le 17 juin 1848.

## Source
- Ignacio Echaniz: Passion and Glory (vol.IV), Anand, Gujarat Sahitya Prakash, 2000, pp.20-27.